# Гончарский сельсовет
Гончарский сельсовет (белор. Ганчарскі сельсавет) — административная единица на территории Лидского района Гродненской области Беларуси. Административный центр —  агрогородок Гончары.

## История
Образован 12 октября 1940 года в составе Лидского района Барановичской области БССР. С 20 сентября 1944 года в составе Гродненской области. 16 июля 1954 года к сельсовету присоединена территория упразднённого Неманского сельсовета. 30 августа 1957 года из состава Гончарского сельсовета переданы деревни Велички, Минойты и Пески в состав Третьяковского сельсовета.

## Состав
Гончарский сельсовет включает 16 населённых пунктов:
- Баровичи — деревня.
- Беневичи — деревня.
- Ганцевичи — деревня.
- Гончары — агрогородок.
- Дитрики — деревня.
- Доржи — деревня.
- Дроздово — деревня.
- Жомойди — деревня.
- Жучки — деревня.
- Заречаны — деревня.
- Истоки — деревня.
- Мосевичи — деревня.
- Огородники — деревня.
- Селец — деревня.
- Симоны — деревня.
- Супровщина — деревня.